# Гептодоны
Гептодоны (лат. Heptodon) — вымерший род тапироподобных травоядных отряда непарнокопытные, обитавших в Северной Америке приблизительно 55,5—48,5 млн лет назад, в эпоху эоцена (на протяжении около 7 миллионов лет).

## Таксономия
Род выделен Копом в 1882 году. В 2005 году Colbert счёл род парафилетическим. В разное время гептодонов относили к различным систематическим группам:
- Helaletinae (Radinsky, 1966)
- Ceratomorpha (Cope, 1882, Colbert and Schoch, 1998)
- Heptodontidae (Holbrook, 1999)[2]
- Tapiroidea (Colbert, 2005)[3]

## Морфология
Гептодоны были животными около 1 метра в длину, очень похожими на современных тапиров. Однако характерный для тапиров хоботок у гептодонов, скорее всего, отсутствовал, судя по форме их черепа. Вместо этого они, по-видимому, обладали удлинённой и утолщённой верхней губой.
Один экземпляр останков специально исследовался для оценки массы животного, которая вышла равной приблизительно 15,5 кг.